# Donato Renzetti
Donato Renzetti (Torino di Sangro, 30 gennaio 1950) è un direttore d'orchestra italiano.

## Biografia
I suoi inizi professionali sono nel mondo della musica leggera: entra infatti a far parte dei 4 + 4 di Nora Orlandi; inoltre scrive alcune canzoni con il cugino Maurizio Fabrizio, tra cui Come il vento, e registrò alcuni spot per Carosello. Partecipò inoltre al Festival di Sanremo 1971 come autore con Andata e ritorno, eseguita da Maurizio & Fabrizio e da i Protagonisti.
Ha studiato composizione con Bruno Bettinelli e direzione d'orchestra al Conservatorio Giuseppe Verdi (Milano).
È tra i direttori d'orchestra italiani più affermati nel mondo. 
Ha ottenuto numerosi riconoscimenti in importanti concorsi internazionali: il "Diapason d'Argento" nel 1975 e nel 1976 al Gino Marinuzzi (1882-1945) di San Remo, l'Ottorino Respighi nel 1976 all'Accademia Chigiana di Siena, la medaglia di bronzo nel 1978 al "Primo Concorso Ernest Ansermet" di Ginevra, nel 1980 è stato nominato all'unanimità vincitore assoluto del "X Concorso Guido Cantelli" del Teatro alla Scala di Milano al Teatro Coccia di Novara.
La sua carriera non ha avuto sosta alternando l'attività sinfonica con produzioni d'Opera Lirica e registrazioni discografiche.
Ha diretto alcune tra le più importanti orchestre del panorama musicale internazionale: la London Sinfonietta, la London Philharmonic, la Philharmonia di Londra, l'English Chamber Orchestra, la RIAS di Berlino, l'Orchestra Orchestra di Stato Ungherese, la Tokyo Philharmonic Orchestra, la Filarmonica di Buenos Aires, l'Orchestra del Teatro alla Scala di Milano, l'Orchestra dell'Accademia Nazionale di Santa Cecilia di Roma, la Dallas Symphony, la BRT di Bruxelles, l'Orchestre National du Capitole de Toulouse, l'Orchestre National de Lille e la Orchestre National de Lyon, la New Zealand Symphony, l'Orchestra della RAI di Milano, Torino, Roma e l'Orchestra Scarlatti di Napoli, l'Orchestra Sinfonica di Bilbao.
È stato invitato nei principali teatri lirici del mondo: Opera di Parigi per Jérusalem con Veriano Luchetti, Silvano Carroli e la Gasdia nel 1984, Royal Opera House, Covent Garden di Londra con L'Italiana in Algeri con la Horne nel 1989, Grand Theatre de Ginevra per Les vêpres siciliennes con Giuliano Ciannella e Robert Lloyd nel 1985, Staatsoper di Monaco, Capitol de Toulouse, Carnegie Hall e Metropolitan di New York, Lyric Opera di Chicago, Opera di Dallas, San Francisco Opera, Teatro Colon di Buenos Aires, Teatro Bunka di Tokyo, Teatro Megaron di Atene, Teatro alla Scala di Milano e tutti i maggiori teatri italiani; è stato ospite nei Festivals di Glyndebourne, di Spoleto, di Pesaro e al Festival Verdi di Parma.
Dal 1982 al 1987 è stato direttore principale dell'Opera dell'Orchestra Internazionale d'Italia, dal 1987 al 1992 direttore principale dell'Orchestra regionale toscana, dal 1993 al 2001 direttore principale dell'Orchestra Stabile di Bergamo.
Nel 2007 è stato nominato direttore artistico e direttore principale dell'Orchestra Filarmonica Marchigiana fino al 2013. Dal 2015 è Direttore Principale della Filarmonica Gioachino Rossini.
Ha inciso per Philips, Frequenz, Fonit Cetra, Nuova Era e Dynamic CD con musiche di Mozart, Čajkovskij, Simone Mayr e ouverture rare e inedite di Schubert e Cherubini; nel campo operistico l'Attila, Il Signor Bruschino, La Cambiale di Matrimonio, La Favorite; DVD delle Opere Fille du Regiment al Teatro alla Scala di Milano, La Cenerentola al Festival di Glyndebourne, La Gioconda all'Arena di Verona, L'Italiana in Algeri al Festival di Pesaro. Il disco Manfred di Schumann, registrato con l'Orchestra e il Coro del Teatro alla Scala, ha vinto il "XIX Premio della Critica Discografica Italiana".
Dal 1987 è docente di Direzione d'Orchestra per il Corso Triennale di Alto Perfezionamento all'Accademia Musicale Pescarese, scoprendo talenti di nuove generazioni tra cui: Massimo Zanetti, Gianandrea Noseda, Daniele Agiman, Pietro Mianiti, Stefano Miceli, Michele Mariotti, Dario Lucantoni, Andrea Di Mele, Massimiliano Caldi, Antonino Manuli, Alessandro Bonato.
Nel 2002 il Collegio dei Ragionieri di Lanciano in Abruzzo gli ha conferito il "Premio Frentano d'Oro" per i meriti artistici ottenuti in Italia e all'estero. L'Associazione Amici della Lirica dell'Opera Festival di Pesaro lo ha onorato con l'assegnazione del "Premio Rossini d'Oro 2006". Nel 2009 il XXVI "Premio Luigi Illica" ed il Premio "Carloni" della Barattelli dell'Aquila.
Nel 2022 viene nominato direttore musicale del Macerata Opera Festival succedendo a Francesco Lanzillotta.

## Discografia
- Masciangelo: La Sunamitide - Coro Polifonico Zaccaria da Teramo/Orchestra Giovanile Abruzzese/Donato Renzetti, 2014 Bongiovanni
- Ponchielli: La Gioconda - Donato Renzetti/Coro & Orchestra dell'Arena di Verona/Andrea Gruber/Marco Berti, 2005 Dynamic CD/DVD
- Rossini: L'Italiana In Algeri - Marco Vinco/Donato Renzetti/Bologna Teatro Comunale Orchestra, 2000 Dynamic
- Verdi: I due Foscari - Leo Nucci/Roberto de Biasio/Parma Teatro Regio Orchestra/Donato Renzetti, 2009 C Major CD/DVD
- Verdi: Attila - Ferruccio Furlanetto/Alessandro Cosentino/Donato Renzetti/Daniele Tonini/Trieste Teatro Verdi Chorus & Orchestra, 2001 Dynamic
- In compagnia di Carmelo Bene - Carmelo Bene/Donato Renzetti, 2006 Warner